# 台灣檫樹
台灣檫樹（學名：Sassafras randaiense）是樟科檫樹屬的一種落葉喬木，為台灣特有種植物，也是冰河孑遺植物。目前檫樹屬全世界僅有三種，本種和分布於中國大陸的檫木親緣關係較近，而與北美東部的物種北美檫樹關係較遠。台灣檫樹為台灣特有種台灣寬尾鳳蝶的重要食草。

## 形態

### 莖
台灣檫樹為中喬木，樹高可達20-25公尺，樹徑可達70公分。樹幹深縱裂交錯，小枝條光滑。

### 葉
台灣檫樹也是一種落葉樹種，葉序互生。葉柄長約4公分，光滑無毛。葉形菱狀卵形，葉基銳尖或鈍形，葉先端銳尖，葉全緣或2-3裂。側脈7-9對，小脈網狀。葉正面光滑無毛，背面被薄粉狀覆蓋物。葉質地為厚紙質。

### 花
花序總狀無限花序，但有類頂生花 (subterminal flower) 在花序最頂端模擬頂生花 (terminal flower) ，旁邊可以找到頂芽遺痕。花序長約3公分。花雙性。花序苞片5-6片，外表面被毛，互生，橢圓形。花被片6片，外表面光滑無毛。可孕雄蕊9個，成三輪排列；第一、第二輪無腺體，第三輪具有柄腺體。有退化雄蕊一輪，箭形。花絲扁平而長。花葯2 (3) 室，內向。子房簡化，長1公釐，卵形。雌蕊花柱長1公釐。

### 果
核果球形，徑6-7公釐，連於膨大的花梗上。花梗長2.5-3公分。

## 生態棲位
台灣檫樹零星分布於台灣中央山脈海拔900-2,200公尺處的盛行霧林帶內，常和紅檜、扁柏、長葉木薑子、山胡椒等植物一起出現。是一種非耐蔭性先驅樹種，苗木更新通常發生在有充足光照的溪谷地，或是皆伐、火燒跡地。

## 物候
2月開花，10月果熟。

### 異調雌雄異熟
台灣檫樹的花為雌先熟的兩性完全花。開花初期，子房、花柱、柱頭等雌性部份先成熟，此時柱頭濕潤，花葯緊閉未開裂，花僅呈現雌性功能。開花約4天後，柱頭萎縮，雄蕊的花葯開始開裂，於是花轉為雄性功能。如此雌雄異熟的特性可以防止同花授粉。然而，台灣檫樹開花時，同一棵樹上的花，各自轉換雌雄功能的時間不同，即有異調性，因此雖然不會同花授粉，但有可能同株異花授粉。

## 種子傳播、壽命、休眠

### 兩種主要種子傳播途徑
1. 動物傳播：果實由鳥類取食後，種子再經糞便掉落到他處。如此傳播距離較遠。
2. 重力傳播：果熟後，直接從母樹上掉落到地面，在母樹周圍的土壤中形成種子庫。[2]

### 種子壽命
台灣檫樹種子壽命可達5年。

### 種子休眠
當年生的種子含有大量的離層素，抑制種子發芽，新鮮種子通常需要放在低溫潮濕環境下6個月以上，才能解除其休眠。

## 天然更新問題
台灣檫樹是一種非耐蔭先驅樹種，在森林演替之下，會被其他耐蔭性物種所取代而消失。因此野外族群常呈現單株散生或群狀分布，少有大面積純林。
在觀霧的寬尾鳳蝶野生動物重要棲息環境內，台灣檫樹也面臨天然演替逐漸取代的問題，分布面積縮小，天然更新狀況不佳。中興大學森林學系楊蒼叡碩士、許博行教授在當地做研究推論，台灣檫樹天然更新問題可能如下：
1. 保護區內母樹生長勢衰弱：保護區內優勢樹種為柳杉及杉木，台灣檫樹母樹在鬱閉的冠層中受光量不足，導致樹勢不佳，開花結實情況不好或是不結實，而沒有更新種源。
2. 土壤種子庫的種子因林冠鬱閉不萌發：研究發現林分的鬱閉可能間接導致台灣檫樹種子處於休眠狀態而不發芽。在試驗地做疏伐後，林地的光質改變、光量大幅增加、枯枝落葉厚度減少、0-30公分土層的溫度變化增加，皆可能促使種子打破休眠。其中0-30公分土層的溫度變化可能最有關係，因為台灣檫樹的種子多儲存在深度10公分以下的土壤內，光已經不易進入，但疏伐前後土壤日夜溫差有顯著的差異，極可能為打破種子休眠的主要因子。然實際生理機制仍需日後更多研究深入探討。
3. 土壤種子庫的種子處在休眠的時間越長，越容易腐爛、被蟲蝕或到其壽命而死亡。
4. 小苗生長時，可能遇到冬季乾旱、下層的植物(如：快速生長的草本、灌木等)競爭掩蓋、各種病害，而導致死亡。

## 保護區
1975年曾成立觀霧台灣檫樹保護區。後於2000年更名為觀霧寬尾鳳蝶野生動物重要棲息環境，主要保護台灣寬尾鳳蝶和牠的食草台灣檫樹。

### 腳註
1. ↑  Lu, S.Y. & Pan, F.J. . The IUCN Red List of Threatened Species (IUCN). 1998, 1998: e.T31248A9619639  [15 January 2018]. doi:10.2305/IUCN.UK.1998.RLTS.T31248A9619639.en. （原始内容存档于2018-06-02）.
2. 1 2 3 4 5 6 7 8 9 10  楊蒼叡、許博行. . 台灣林業. 2005, 31 (5): 19-25.
3. ↑  Nie, Z.-L.; Wen, J.; Sun, H. . Plant Systematics and Evolution. 2007-09-01, 267 (1): 191–203. ISSN 1615-6110. doi:10.1007/s00606-007-0550-1 （英语）.
4. ↑  . subject.forest.gov.tw.   [2019-03-27]. （原始内容存档于2020-07-03）.
5. 1 2  LlAO, JIH CHING. 1996. 27. LAURACEAE. In , Flora of Taiwan, second edition (台灣植物誌第二版). 2: 498.
6. 1 2  . kplant.biodiv.tw.   [2019-03-23]. （原始内容存档于2020-06-27）.
7. ↑  . nc.biodiv.tw.   [2019-03-27].
8. ↑  . plant.tesri.gov.tw.   [2019-03-23]. （原始内容存档于2019-09-15）.
9. 1 2  . 台灣環境資訊協會-環境資訊中心.   [2019-03-23]. （原始内容存档于2019-09-11） （中文（繁體））.
10. ↑  蔡, 永信. . 臺灣大學. 2011-1  [2019-03-27]. （原始内容存档于2019-03-27） （中文）.

### 文獻
1. Lu, S.Y. & Pan, F.J. 1998.  Sassafras randaiense.   2006 IUCN Red List of Threatened Species.（页面存档备份，存于）  Downloaded on 23 August 2007.

## 外部連結
- 自然攝影中心-小圖連結大圖-台灣檫樹

## 延伸閱讀
- 維基物種上的相關：台湾檫树